# Strandvaskeren (film)
Strandvaskeren er en stumfilm fra 1916 instrueret af Karl Wieghorst.